# Caroline Seger

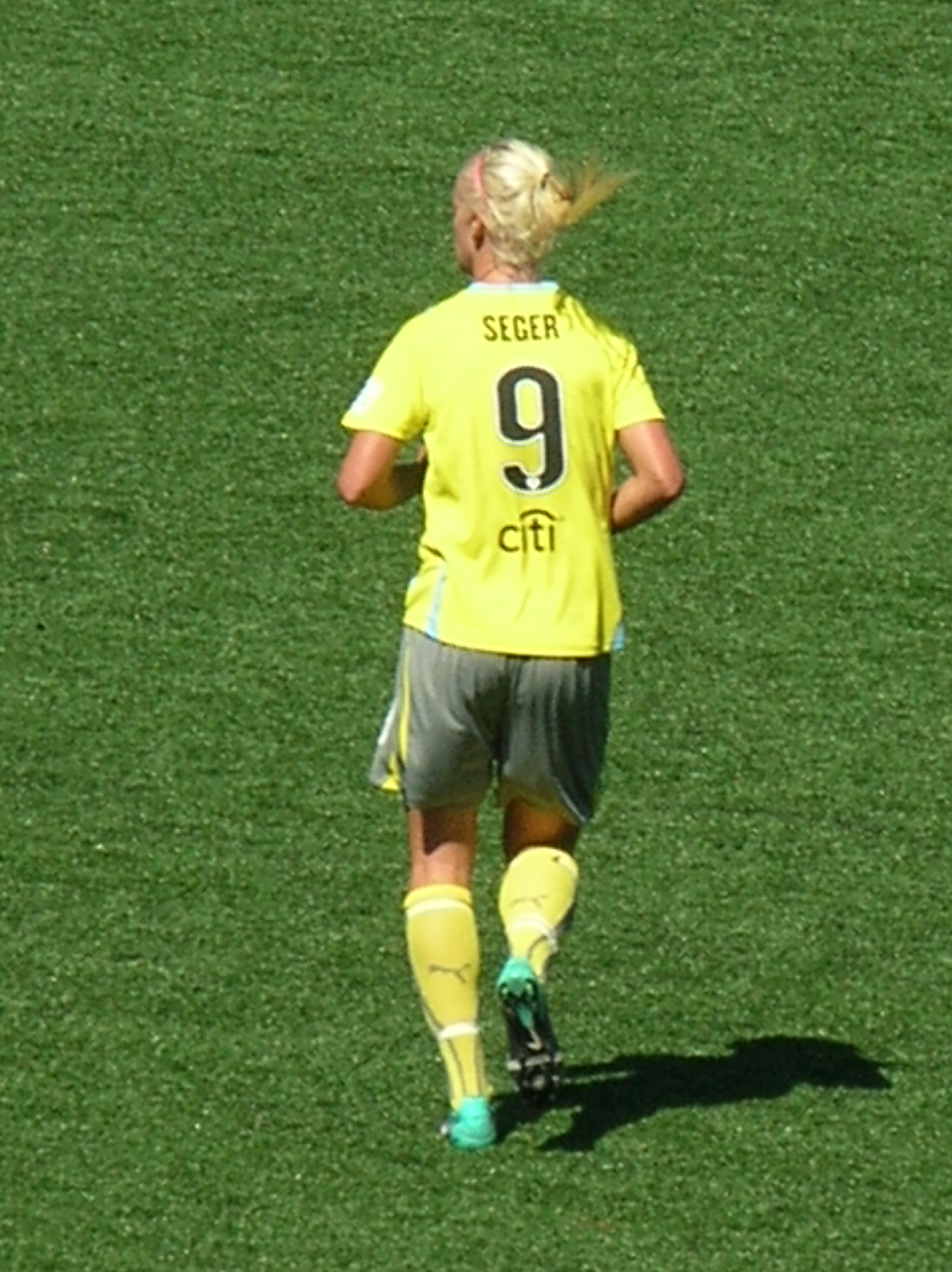
Caroline Seger évolue dans le Women's Professional Soccer en 2010 et en 2011.

Caroline Seger, née le 19 mars 1985 à Helsingborg, en Suède, est une joueuse de football suédoise évoluant au poste de milieu. Avec ses 240 sélections (et 32 buts), elle est l'internationale suédoise la plus capée.

## Biographie

### Carrière en club
Caroline Seger évolue dans le club de Linköpings FC, avec lequel elle dispute la coupe et le championnat suédois, ainsi que la coupe féminine de l'UEFA de 2005 à 2009. Elle parvient avec son club à toujours terminer aux quatre premières places du championnat, parvenant à remporter le championnat en 2009 et à terminer second en 2008. Elle remporte la Coupe de Suède féminine de football à trois reprises en 2006, 2008 et 2009.
Lors de la création de la Women's Professional Soccer (WPS) en 2009, Caroline Seger rejoint les Independence de Philadelphie pour la saison 2010. Elle évolue ensuite avec le Flash de Western New York après un échange de joueuses en décembre 2010. Lors de la saison 2011 elle remporte le championnat WPS avec le Flash.
Par la suite, Seger retourne en Suède pour évoluer en 2012 dans la Damallsvenskan.
Le 5 juin 2014, elle s'engage avec le Paris Saint-Germain.
Le 1er juillet 2016, elle s'engage en faveur de l'Olympique lyonnais, en compagnie de trois autres joueuses du PSG : Jessica Houara, Kenza Dali et Kheira Hamraoui.

### Carrière en sélection
Caroline Seger fait ses débuts avec la Suède en 2005.
Elle fait partie du groupe suédois qui dispute la Coupe du monde féminine 2007, et qui est éliminé au premier tour.
Elle dispute ensuite la Coupe du monde féminine 2011, où la Suède termine troisième. Elle est la capitaine de l'équipe.

### Statistiques détaillées
| Saison                | Club                         | Championnat           | Championnat | Championnat | Coupe(s) nationale(s) | Coupe(s) nationale(s) | Supercoupe | Supercoupe | Compétition(s) continentale(s) | Compétition(s) continentale(s) | Compétition(s) continentale(s) | Total | Total |
| Saison                | Club                         | Division              | M.          | B.          | M.                    | B.                    | M.         | B.         | Comp.                          | M.                             | B.                             | M.    | B.    |
| 2002                  | Stattena IF                  | Söderettan            | 5+          | 5+          |                       |                       | -          | -          | -                              | -                              | -                              | 5     | 5     |
| 2003                  | Stattena IF                  | Damallsvenskan        | 2+          | 3+          |                       |                       | -          | -          | -                              | -                              | -                              | 2     | 3     |
| 2004                  | Stattena IF                  | Damallsvenskan        | 3+          | 3+          |                       |                       | -          | -          | -                              | -                              | -                              | 3     | 3     |
| Sous-total            | Sous-total                   | Sous-total            | 10          | 11          | 0                     | 0                     | -          | -          | -                              | -                              | -                              | 10    | 11    |
| 2005                  | Linköpings FC                | Damallsvenskan        | 3+          | 3+          | 1+                    | 2+                    | -          | -          | -                              | -                              | -                              | 4     | 5     |
| 2006                  | Linköpings FC                | Damallsvenskan        | 2+          | 2+          |                       |                       | -          | -          | -                              | -                              | -                              | 2     | 2     |
| 2007                  | Linköpings FC                | Damallsvenskan        | 2+          | 2+          |                       |                       | 1          | 0          | -                              | -                              | -                              | 3     | 2     |
| 2008                  | Linköpings FC                | Damallsvenskan        | 21          | 4           |                       |                       | -          | -          | -                              | -                              | -                              | 21    | 4     |
| 2009                  | Linköpings FC                | Damallsvenskan1       | 21          | 5           | 4                     | 3                     | 1          | 0          | C1                             | 6                              | 2                              | 32    | 10    |
| Sous-total            | Sous-total                   | Sous-total            | 49          | 16          | 5                     | 5                     | 2          | 0          | -                              | 6                              | 2                              | 62    | 23    |
| Sous-total            | Sous-total                   | Sous-total            | 102         | 16+         | 5+                    | 5+                    | 2          | 0          | -                              | 6                              | 2                              | 115   | 23    |
| 2010                  | Independence de Philadelphie | WPS                   | 21          | 2           | -                     | -                     | -          | -          | -                              | -                              | -                              | 21    | 2     |
| Sous-total            | Sous-total                   | Sous-total            | 21          | 2           | -                     | -                     | -          | -          | -                              | -                              | -                              | 21    | 2     |
| 2011                  | Flash de Western New York    | WPS                   | 13          | 5           | -                     | -                     | -          | -          | -                              | -                              | -                              | 13    | 5     |
| Sous-total            | Sous-total                   | Sous-total            | 13          | 5           | -                     | -                     | -          | -          | -                              | -                              | -                              | 13    | 5     |
| 2011                  | LdB FC Malmö                 | Damallsvenskan        | 7           | 3           | -                     | -                     | -          | -          | C1                             | 4                              | 0                              | 11    | 3     |
| Sous-total            | Sous-total                   | Sous-total            | 7           | 3           | -                     | -                     | -          | -          | -                              | 4                              | 0                              | 11    | 3     |
| 2012                  | Tyresö FF                    | Damallsvenskan        | 20          | 7           | 4                     | 1                     | -          | -          | -                              | -                              | -                              | 24    | 8     |
| 2013                  | Tyresö FF                    | Damallsvenskan        | 21          | 3           | 1                     | 1                     | 1          | 0          | C1                             | 4                              | 0                              | 27    | 4     |
| 2014                  | Tyresö FF                    | Damallsvenskan        | 5           | 1           | 1                     | 0                     | -          | -          | C1                             | 4                              | 0                              | 10    | 1     |
| Sous-total            | Sous-total                   | Sous-total            | 46          | 11          | 6                     | 2                     | 1          | 0          | -                              | 8                              | 0                              | 61    | 13    |
| 2014-2015             | Paris SG                     | Division 1            | 20          | 7           | 3                     | 0                     | -          | -          | C1                             | 8                              | 0                              | 31    | 7     |
| 2015-2016             | Paris SG                     | Division 1            | 17          | 1           | 4                     | 0                     | -          | -          | C1                             | 8                              | 0                              | 29    | 1     |
| Sous-total            | Sous-total                   | Sous-total            | 37          | 8           | 7                     | 0                     | -          | -          | -                              | 16                             | 0                              | 60    | 8     |
| 2016-2017             | Olympique lyonnais           | Division 1            | 18          | 0           | 1                     | 0                     | -          | -          | C1                             | 7                              | 1                              | 26    | 1     |
| Sous-total            | Sous-total                   | Sous-total            | 18          | 0           | 1                     | 0                     | -          | -          | -                              | 7                              | 1                              | 26    | 1     |
| 2017                  | FC Rosengård                 | Damallsvenskan        | 10          | 2           | 1                     | 0                     | -          | -          | C1                             | 4                              | 0                              | 15    | 2     |
| 2018                  | FC Rosengård                 | Damallsvenskan        | 19          | 3           | 5                     | 1                     | -          | -          | C1                             | 4                              | 0                              | 28    | 4     |
| 2019                  | FC Rosengård                 | Damallsvenskan        | 16          | 3           | 2                     | 1                     | -          | -          | -                              | -                              | -                              | 18    | 4     |
| 2020                  | FC Rosengård                 | Damallsvenskan        | 22          | 3           | 0                     | 0                     | -          | -          | C1                             | 2                              | 2                              | 24    | 5     |
| 2021                  | FC Rosengård                 | Damallsvenskan        | 20          | 2           | 3                     | 1                     | -          | -          | C1                             | 6                              | 1                              | 29    | 4     |
| 2022                  | FC Rosengård                 | Damallsvenskan        | 15          | 1           | 5                     | 1                     | -          | -          | -                              | -                              | -                              | 20    | 2     |
| 2023                  | FC Rosengård                 | Damallsvenskan        | 10          | 0           | -                     | -                     | -          | -          | C1                             | 3                              | 1                              | 13    | 1     |
| 2024                  | FC Rosengård                 | Damallsvenskan        | 13          | 3           | 2                     | 0                     | -          | -          | -                              | -                              | -                              | 15    | 3     |
| Sous-total            | Sous-total                   | Sous-total            | 125         | 17          | 18                    | 4                     | -          | -          | -                              | 19                             | 4                              | 162   | 25    |
| Total sur la carrière | Total sur la carrière        | Total sur la carrière | 379         | 73          | 37                    | 11                    | 3          | 0          | -                              | 60                             | 7                              | 479   | 91    |

1 https://web.archive.org/web/20160222160815/http://www.linkopingfc.com/index.php?menu=2&submenu=8
https://www2.svenskfotboll.se/damallsvenskan/tidigare-ar/resultat-2012/tabell-och-resultat/?scr=player&fplid=ac1c7de9-afc0-408b-bb4c-6050f41f033e

## Palmarès
- Championnat de France en 2017
- Coupe de France en 2017
- Ligue des champions en 2017
- 3e de la Coupe du monde 2011 et 2019  et 2023
- Finaliste des Jeux olympiques 2016 et 2021
- Vainqueur de l'Algarve Cup en 2009 et 2018